# Ташкентская улица (Иваново)
Ташке́нтская у́лица — улица города Иванова. Располагается во Фрунзенском районе. Проходит с севера на юг, начиная от улицы Маяковского и заканчивая на улице Станкостроителей. Рядом параллельно проходит Лежневская улица, с которой связывают несколько небольших улиц: Куликова, Кирякиных, Воронина, Радищева, поэта Майорова, Постышева а также Велижская улица.

## Происхождение названия
В 1927 году получила название Лётная по располагавшемуся рядом Южному аэродрому. В 1959 году к Лётной улице присоединены 3-я Гороховая и Красильный переулок. В 1973 году переименована в Ташкентскую.

## Архитектура
Основную часть застройки составляют многоэтажные жилые дома советской планировки. В 1960-е годы, когда необходимо было решить жилищную проблему в городе, на Ташкентской улице были построены пятиэтажные крупноблочные дома («хрущёвки»). По ассоциации с московским районом Новые Черёмушки ивановские улицы с подобной застройкой (Лежневская, Ташкентская, улица 8 Марта), получившие целые кварталы «хрущёвок», неофициально назвали Ивановскими Черёмушками.
На улице располагается городская клиническая больница № 7, Ивановский автотранспортный колледж, школа № 8.

## Транспорт
Троллейбусы — 3, 4, 10
Автобусы — 1, 3, 20, 29, 40, 117, 120, 130
Маршрутное такси — 28, 30б, 38, 43, 135, 136, 141

## Фотографии
- На перекрёстке с улицей Кирякиных
- На перекрёстке с улицей Радищева